# Kászim (pasa)
Kászim pasa törökül Kasım Paşa, németül Kasim Pascha, szerbül Касим паша (? – Pottenstein, 1532. szeptember 19.) szerb származású török pasa, hírneves portyázó katona, aki az 1526–38-as háborúban emelkedett ki. Délszláv származása miatt egyes forrásokban Kászon vajda (Kasim voyvoda) néven is fellelhető.

## Élete
1526-ban már részt vett a mohácsi csatában, majd I. Szulejmán 1529-es bécsi ostromában. Különösen a portyázó hadviselésben tűnt ki, ragyogó teljesítményt mutatott fel az akindzsik vezetése terén.
Harcolt Horvátországban, Ausztriában, Magyarországon, Erdélyben és Csehországban is. Vakmerő és félelmetes akciói révén a németek „Zsákos ember”-nek (Sackman), vagy „Gyújtogató”-nak (Brenner) nevezték.
1530-ban török erősítést vitt Budára Szapolyai Jánosnak, és részt vett a bitorolt vár és város „védelmében”. Közben többször kitört a várból, és alaposan megtizedelte az osztrákokat.
1532-ben ismét a szultáni seregben hadakozott, Kőszeg alatt. Egy nagy portyázó sereggel Szulejmán Stájerországba küldte. A tartomány feldúlása után betört Alsó-Ausztriába is. A császárvárosnál gyülekező nagy keresztény seregből kivált osztrákok kiegészülve a II. Frigyes vezette Rajnai Palotagrófság seregeivel, valamint a bajor, a pfalzi és a magyar erőkkel bekerítették és megsemmisítették a portyázókat (leobersdorfi ütközet). Kászim menekülés közben vesztette életét, miután lovával megbotlott, és leesett a nyeregből.